# Будинок генерала Капуані
Будинок генерала Капуані є пам'яткою архітектури місцевого значення в Ніжині на Овдіївській вулиці.

## Історія
Спочатку було внесено до «списку нововиявлених пам'яток архітектури» під назвою «Житловий будинок Капуані».
Наказом Міністерства культури і туризму від 21.12.2012 № 1566 надано статус «пам'ятник архітектури місцевого значення» з охоронним № 10044-Чр під назвою «Будинок генерала Капуані». Встановлено інформаційну дошку.

## Опис
Будинок збудований наприкінці XVIII століття на розі сучасних вулиць Овдіївської та Братів Галицьких.
Одноповерховий на високому цоколі, кам'яний, оштукатурений, прямокутний у плані будинок, з чотирисхилим дахом. Кути фасаду акцентовані пілястрами, фасад завершується карнизом із сухариками. Центр головного фасаду прикрашає пілястровий портик із 4 пілястр. Вікна чотирикутні, обрамлені (крім цоколя) наличниками. Вхід із торця до вулиці Косіора, орієнтований на схід. Із заходу примикає прибудова.

## Франсіско де Міранда
в 1787 році зупинявся Франсіско де Міранда національний герой Венесуели, борець за незалежність Венесуели і США, військовий і політичний діяч, письменник.
|  | 2 травня Переправившись через невелику річку Остер (Astor), прибули о п'ятій годині опівдні в Ніжин (Niegen), містечко за 14 верст від попереднього селища. Які жахливі вулиці! Містечко здебільшого населене греками (які мають тут різні привілеї), і всюди трапляються чоловіки й жінки, одягнені за звичаєм цієї країни. Відвідав графа Капуані, бригадира на службі Її Величності, уродженця П'яченци, що в Італії, який є тут військовим комендантом. Він прийняв мене у своєму будинку надзвичайно привітно. Я застав у нього в гостях генерал-аншефа Ельмпта[i], з яким познайомився в Києві і чия родина проживає в Ризі. Ми провели час у приємній бесіді, хоча я, вже понад добу обходячись без обіду, був дуже голодний. Випили чаю і прогулялися з мадам Капуані садом, де влаштовано оранжерею тощо. Бачив також їхні стайні із сімома чудовими кіньми і не менше ніж шість екіпажів... Платня коменданта, однак, не перевищує 600 рублів на рік. Вечеряли о пів на дев'яту, і, треба зізнатися, я їв із величезним апетитом, а приблизно о десятій годині пішов спати, бо на поштовому дворі не виявилося підготовленої упряжки, і треба було почекати до завтра, бо шахрай, який утримує пошту, має в своєму розпорядженні лише дюжину коней. |